# Славуцкий, Михаил Михайлович
Михаи́л Миха́йлович Славу́цкий (1898, Кременчуг, Полтавская губерния — 24 февраля 1943, Москва) — советский дипломат.

## Биография
В 1919 году вступил в Красную армию и воевал на Туркестанском фронте. Дослужился до помощника командира транспортной бригады. Член РКП(б) (был исключён с апреля по июль 1940 г.). В 1919—1920 гг. был секретарём центрального бюро заграничной турецкой компартии в Баку. Был делегатом от центрального бюро на 2 конгрессе Коминтерна. Член ЦИК Узбекистана и Таджикистана.
- В 1919—1920 годах — 1-й секретарь полпредства РСФСР в Бухаре.
- В 1920 году — вице-консул Генерального консульства РСФСР в Герате (Афганистан).
  - В 1921 году — и. о. генерального консула РСФСР в Герате (Афганистан).
- В 1921—1923 годах — референт, помощник заведующего Отделом Ближнего Востока НКИД РСФСР.
- В 1923—1924 годах — генеральный консул СССР в Тебризе (Персия).
- В 1924—1927 годах — 1-й секретарь полпредства СССР в Персии.
- В 1925 году — поверенный в делах СССР в Персии.
- В 1928—1929 годах — помощник заведующего отделом Среднего Востока НКИД СССР.
- В 1930—1931 годах — уполномоченный НКИД СССР в Ташкенте.

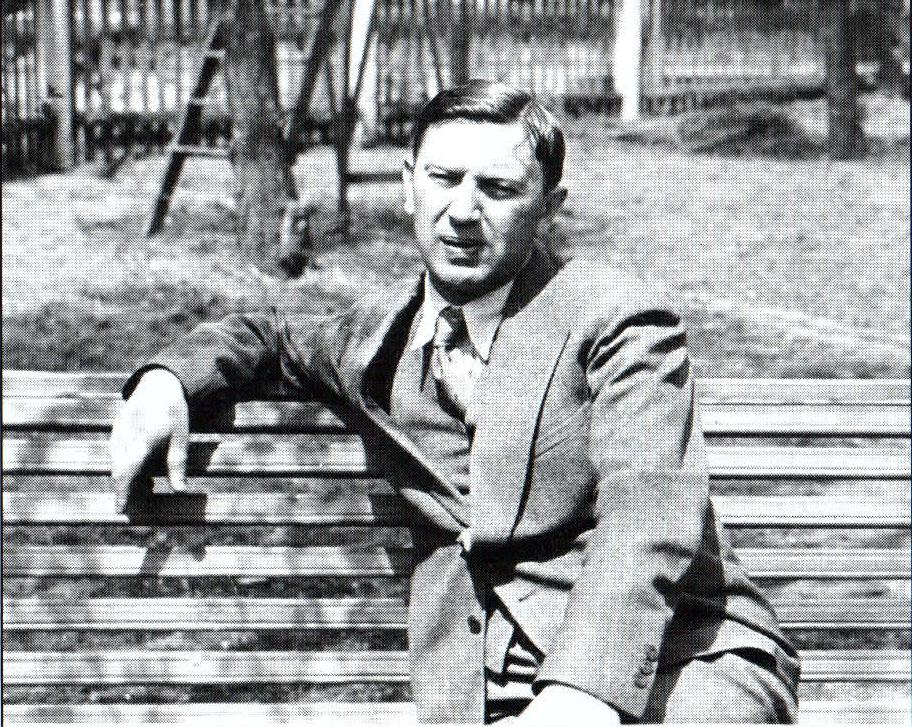
М. М. Славуцкий в Харбине, 1934 год

- В 1931—1937 годах — генеральный консул СССР в Харбине (Китай — Маньчжоу-го).
- С 27 июля 1937 по 21 сентября 1939 года — полномочный представитель СССР в Японии.

В Харбине был дуайеном. В 1934—1935 годах вёл переговоры по продаже СССР Маньчжоу-го Китайско-Восточной железной дороги.
Летом 1938 года неоднократно обращался (в том числе к Сталину) с просьбой отозвать из Токио в Москву. Данные обращения были отклонены (в том числе дважды Сталиным). По собственной инициативе осенью 1938 года вернулся вместе с семьёй в Москву. Через шесть месяцев был уволен из НКИД. После этого был назначен заместителем начальника управления высших учебных заведений Наркомпроса.
Весной 1940 года был арестован, однако через 7 дней освобождён благодаря заступничеству его дочери, которая передала Сталину письмо через свою подругу Светлану Сталину, с которой училась в одном классе.
До конца жизни работал в той же должности в Наркомпросе. В 1942 году отказался от предложений Молотова возглавить советский Красный крест. В начале 1943 года также отказался от должности посла СССР в Турции. Похоронен на Донском кладбище.
В некоторых источниках ошибочно указана информация о расстреле Славуцкого в 1939 году.